# Митро-Аюповское
Митро-Аюповское (баш. Митрәй-Әйүп) — село в Чекмагушевском районе Республики Башкортостан Российской Федерации. Входит в состав Юмашевского сельсовета.

## География

### Географическое положение
Расстояние до:
- районного центра (Чекмагуш): 29 км,
- центра сельсовета (Юмашево): 5 км,
- ближайшей ж/д станции (Буздяк): 60 км

## Население
| 2002 | 2009 | 2010 |
| ---- | ---- | ---- |
| 460  | ↗507 | ↘457 |

Национальный состав
Согласно переписи 2002 года, преобладающие национальности — татары (72 %), башкиры (26 %).